# Budesonid
Budesonid ist ein synthetisches Glucocorticoid und wird als Arzneistoff zur örtlichen Behandlung von Asthma bronchiale, COPD, nichtinfektiöser Rhinitis (wie Heuschnupfen), Nasenpolypen, entzündlichen Darmerkrankungen (wie Morbus Crohn oder Colitis ulcerosa), eosinophiler Ösophagitis und chronischen Leberentzündungen in Folge einer Autoimmunhepatitis angewendet.

## Stereoisomerie
Budesonid ist ein Diastereomerengemisch, bei dem die Konfiguration aller Stereozentren identisch ist, mit einer Ausnahme am C-22; daher stehen die beiden Diastereomere mit der (22R)- bzw. (22S)-Konfiguration in einem Verhältnis von 1:1.
Das (22R)-Isomer ist auch unter der Bezeichnung Dexbudesonid bekannt.
| Isomere von Budesonid |                       |                 |
| Name                  | (22R)-Budesonid       | (22S)-Budesonid |
| Andere Namen          | Dexbudesonid          |                 |
| Strukturformel        | (R)-Budesonid         | (S)-Budesonid   |
| CAS-Nummer            | 51372-29-3            | 51372-28-2      |
| CAS-Nummer            | 51333-22-3 (Gemisch)  |                 |
| EG-Nummer             | 257-161-7             | 257-160-1       |
| EG-Nummer             | 257-139-7 (Gemisch)   |                 |
| ECHA-Infocard         | 100.051.947           | 100.051.946     |
| ECHA-Infocard         | 100.007.162 (Gemisch) |                 |
| PubChem               | 40000                 | 63006           |
| PubChem               | 5281004 (Gemisch)     |                 |
| Wikidata              | Q27254753             | Q27251792       |
| Wikidata              | Q422212 (Gemisch)     |                 |

## Wirkung
Budesonid wirkt am Ort seiner Zufuhr oder Freisetzung (als Tropfen oder Spray in der Nase, als Inhalation im Bronchialsystem, als Kapseln oder Klysma im Darm). Wenn die Substanz in die Blutbahn gelangt – beispielsweise durch Verschlucken und Resorption –, ist die Wirksamkeit auf den Gesamtorganismus („systemische Wirkung“) aufgrund des starken Abbaus bei der ersten Leberpassage (First-Pass-Effekt) nur gering. Daher sind die typischen Nebenwirkungen der Glucocorticoide weniger ausgeprägt vorhanden.
Bei Inhalation von Budesonid kann es zu einer Pilzinfektion in der Mundhöhle oder zu Heiserkeit kommen. Deshalb sollte diese Anwendung immer vor einer Mahlzeit erfolgen oder der Mund anschließend gut ausgespült werden.
Budesonid kann auch im akuten Schub bei Morbus Crohn eingesetzt werden, wenn der aufsteigende Teil des Dickdarms betroffen ist. Die Therapie ist zwar weniger effektiv als mit anderen Glukokortikoiden, aber es treten weniger unerwünschte Wirkungen auf. Ebenso gibt es bereits Präparate zur Behandlung von Colitis ulcerosa. Insbesondere wenn sich die Entzündung auf den Enddarm beschränkt, ist die lokale Behandlung durch Klysmen relativ wirksam und gleichzeitig nebenwirkungsarm. Auch hierbei setzt die volle Wirkung erst nach 2–4 Wochen ein.

## COVID-19
Einer Studie der Universität Oxford aus dem Jahr 2021 zufolge wirkt sich Budesonid bei COVID-19-Infizierten erheblich mildernd auf den Krankheitsverlauf aus: Es reduziert die Notwendigkeit einer Krankenhauseinweisung um 90 %. Wichtig ist dabei, dass das Mittel in den ersten sieben Tagen nach Auftreten der ersten Symptome verabreicht wird und die Infizierten noch nicht schwer erkrankt sind. Die Daten stammen aus einer nicht placebo-kontrollierten Phase-2-Studie an 146 Probanden. Bereits im Sommer 2020 waren Kortikosteroide wie Budesonid zur Linderung von COVID-19-Verläufen u. a. von der WHO empfohlen worden, damals allerdings nur für bereits schwer Erkrankte. Ende 2020 stellte die mittlerweile verstorbene österreichische Ärztin Lisa-Maria Kellermayr im Hausärztlichen Notdienst fest, dass Budesonid schwere COVID-19-Verläufe und Krankenhaus-Einweisungen verhindern kann.

## Nebenwirkungen
Häufige Nebenwirkungen bei der Einnahme von Budesonid sind:
- Heiserkeit
- Husten
- Reizungen im Mund- und Rachenraum
- Candidose im Mund- und Rachenraum

## Kontraindikation/Gegenanzeigen
Bei der Einnahme der Antibabypille ist Vorsicht geboten, da das Hormon Ethinylestradiol von dem gleichen Enzym wie Budesonid abgebaut wird. Dadurch kann sich die Konzentration von Budesonid im Blut erhöhen und die Wirkung verstärken.
Bei einer Milchproteinempfindlichkeit dürfen einige Medikamente mit diesem Wirkstoff nicht angewendet werden, da dort Milchprotein als sonstiger Bestandteil enthalten ist.
Schwangere und stillende Frauen sollten vor der Einnahme einen Arzt konsultieren und Budesonid erst nach einer Abwägung aller Risiken anwenden. Der Wirkstoff kann durch die Plazenta auf das ungeborene Kind und die Muttermilch übertragen werden. Bei einer Studie von 6000 Schwangerschaftsverläufen gab es allerdings keinen Hinweis auf eine Gefährdung des Kindes.

## Handelsnamen
Monopräparate
Aquacort (D), Budapp (D), Budecort (D), Budenobronch (D, A), Budenofalk (D, CH), Budes (D), Budiair (D, A), Budo-San (A), Cortiment (D), Cortinasal (CH), Cyclocaps Budesonid (D), Entocort (D, A, CH), Entocort rektal (D), Jorveza (D), Giona (A), Miflonide (D, A, CH), Novolizer Budesonid (A), Novopulmon (D), Pulmax (D), Pulmicort (D, A, CH), Rhinocort (A, CH), diverse Generika (D, A, CH)
Kombinationspräparate
Kombinationspräparate mit Formoterol: Bufori (D), Symbicort (D, A, CH), Vannair (CH)